# Putlocker
Putlocker ist eine von mehreren Websites mit einem Online-Dateihosting-Index, über die Unterhaltungsmedien, insbesondere Filme und Fernsehserien, kostenlos gestreamt werden können. Die ursprüngliche Website entstand bereits 2011 im Vereinigten Königreich und verzeichnete nach der Schließung von Megaupload Millionen von täglichen Besuchern. Im Mai 2016 wurde die Website im Vereinigten Königreich durch eine gerichtliche Verfügung blockiert, und auf dem Höhepunkt seiner Aktivitäten vor der vorübergehenden Schließung Ende 2016 zählte Putlocker laut Alexa Internet zu den 250 meistbesuchten Websites weltweit. Putlocker wurde von der Motion Picture Association (MPA) als eine große Bedrohung durch Piraterie bezeichnet.
Die Domain von Putlocker hat sich im Laufe seiner Geschichte mehrfach geändert, wobei eine Reihe von URLs, die den Namen Putlocker tragen, gesperrt oder beschlagnahmt wurden. Es ist nicht öffentlich bekannt, ob eine offizielle Putlocker-Website, die vom ursprünglichen Team betrieben wird, noch online verfügbar ist, aber es wurden mindestens fünfzig Spiegel- oder Proxy-Websites ermittelt, von denen viele den Namen Putlocker verwenden.

## Geschichte

### Start und Popularität
Putlocker hat seinen Ursprung im Vereinigten Königreich unter der URL putlocker.com. Anfang Januar 2012 hatte die Website etwa 800.000 Besucher pro Tag, aber nachdem die beliebte Website Megaupload wegen Urheberrechtsverletzungen geschlossen wurde, verzeichnete Putlocker etwa 1,6 Millionen Besucher pro Tag. Der Betriebsleiter der Website, Adrian Petroff, fand die Schließung von Megaupload besorgniserregend und erklärte: „Wer braucht schon SOPA, wenn ein Studiomanager eine Wunsch-/Hitliste erstellen und Websites 'freiwillig' schließen kann?“
Im März 2012 wurde Putlocker von Alfred Perry, Vizepräsident für den weltweiten Schutz von Inhalten bei Paramount Pictures, als einer der „Top 5 Rogue Cyberlocker Services“ bezeichnet. Die URL der Website wurde in putlocker.bz geändert, eine Adresse, die im Juni 2014 von der Police Intellectual Property Crime Unit des Vereinigten Königreichs beschlagnahmt und anschließend in putlocker.is, eine Domain mit Sitz in Island, geändert wurde.
Im Jahr 2014 wurde „Putlocker“ als eine der wichtigsten Suchanfragen bei Google Search in Kanada für dieses Jahr gemeldet.

### 2016–2018
Etwa ab Anfang Oktober 2016 zeigte die Adresse putlocker.is eine Fehlermeldung an, die besagte, dass der Host-Service der Website nicht erreichbar sei. Etwa zu dieser Zeit meldete die Motion Picture Association (MPA) Putlocker dem Büro des Handelsbeauftragten der Vereinigten Staaten als Bedrohung durch Piraterie. Die MPAA enthüllte, dass Putlocker von Vietnam aus operierte und dass seine Server von der Schweizer Firma Private Layer gehostet wurden.
Vor seiner Schließung war putlocker.is laut Alexa-Daten unter den 250 Top-Websites weltweit und den 150 Top-Websites in den Vereinigten Staaten gelistet. Kurz nach der mutmaßlichen Schließung von putlocker.is erschien eine Mirror-Site unter der Adresse putlocker.today, und am 17. Oktober 2016 wurde gemeldet, dass eine Adresse mit dem Namen putlocker9.com verfügbar ist.
Am 2. November 2016 wurde die Adresse putlocker.is wieder aktiv und leitete ihre Nutzer auf die aktualisierte URL putlockers.ch um. Am 27. Februar 2017 wurde die Adresse putlockers.ch nach einem Urteil des Tribunal d’arrondissement Luxemburg zugunsten des belgischen Unterhaltungsverbands gesperrt, und die URL ging in den Besitz von EuroDNS über. Der Leiter der Rechtsabteilung von EuroDNS, Luc Seufer, erklärte, dass EuroDNS verpflichtet ist, „jede 'Reaktivierung' dieses Domänennamens [putlockers.ch] bis zu seinem Ablaufdatum zu verhindern“. Nach der Beschlagnahmung der Adresse putlockers.ch wurde die zuvor genutzte Domain putlocker.is wieder funktionsfähig gemacht.
Im März 2017 wurde berichtet, dass Ted Osius, der damalige Botschafter der Vereinigten Staaten in Vietnam, ein Treffen mit Truong Minh Tuan, dem vietnamesischen Minister für Information und Kommunikation, abhielt, bei dem Osius auf die strafrechtliche Verfolgung von Putlocker sowie der Websites 123Movies und KissCartoon wegen Urheberrechtsverletzungen drängte.
Kurze Zeit später wurde berichtet, dass putlocker.is, das in putlockertv.is und später in putlockers.cc geändert wurde, Besucher auf eine Betrugsseite umleitet. Im Mai 2017 waren mindestens drei funktionierende Websites mit dem Namen Putlocker bekannt: putlocker.rs, mit einer serbischen Top-Level-Domain (TLD), putlockertv.ist, mit einer Istanbuler TLD, und putlockerhd.is, mit einer isländischen.
Im Juli 2017 berichtete die International Business Times, dass „15 % der Internetnutzer im Vereinigten Königreich entweder durch Streaming oder illegale Downloads Urheberrechte verletzen, wobei der Zugriff auf raubkopiertes TV-Material hauptsächlich über Kodi (16 %) oder Putlocker (17 %) erfolgt“. Im August 2017 ordnete Richter John Nicholas vom australischen Bundesgericht an, dass australische Internetanbieter in einem von Village Roadshow angestrengten Verfahren den Zugang zu 42 Piraterieseiten sperren müssen, darunter Putlocker, KissCartoon und GoMovies.
Im Juni 2018 bekannte sich Trevon Maurice Franklin aus Fresno, Kalifornien, schuldig, im Februar 2016 gegen das Bundesurheberrechtsgesetz verstoßen zu haben, als er den Superheldenfilm Deadpool von Putlocker heruntergeladen und acht Tage nach dem Kinostart des Films in den Vereinigten Staaten auf Facebook hochgeladen hatte. Infolgedessen wurde der Film über 6 Millionen Mal kostenlos angesehen, wobei der Gesamtwert der Kopien auf etwa 2.500 US-Dollar geschätzt wird. Der US-Bezirksrichter John A. Kronstadt setzte den 27. September als Termin für die Verurteilung wegen eines Vergehens der Klasse A fest, das mit einer Freiheitsstrafe von bis zu einem Jahr und einer Geldstrafe von 100.000 Dollar geahndet werden kann. Nachdem er die Anhörung zur Urteilsverkündung am 27. September verpasst hatte, wurde Franklin im Oktober zu 24 Tagen Bundesgefängnis und einem anschließenden Jahr unter Aufsicht verurteilt, in dem er 20 Stunden gemeinnützige Arbeit pro Woche leisten muss.